# Bahianotubus
Bahianotubus es un género de foraminífero bentónico de la familia Rhabdamminidae, del de la superfamilia Astrorhizoidea, del suborden Astrorhizina y del orden Astrorhizida. Su especie tipo es Bahianotubus salvadorensis. Su rango cronoestratigráfico abarca el Holoceno.

## Discusión
Clasificaciones previas incluían Bahianotubus en la subfamilia Argillotubinae, de la familia Allogromiidae y del orden Allogromiida.

## Clasificación
Bahianotubus incluye a la siguiente especie:
- Bahianotubus salvadorensis